# Portada/efemèride març 4
Pepa Fernández
« 3 de març · 4 de març · 5 de març »